# Kniesioło
Kniesioło (ukr. Кнісело) – wieś na Ukrainie w rejonie lwowskim (do 2020 roku w rejonie żydaczowskim) należącym do obwodu lwowskiego. 

## Historia
Własność Herburtów w połowie XVI wieku, położona była w ziemi lwowskiej.
W XIX wieku właścicielami tabularnymi wsi byli Władysław hr. Kalinowski, Wacław Borzemski, spadkobiercy tegoż (Emilia Borzemska), Józef Borzemski, a na początku XX wieku Meier Risch.
W 1884 r. wzniesiono murowany kościół filialny, obsługiwany przez księży bernardynów z parafii Fraga. 
W II Rzeczypospolitej gminie Strzeliska Nowe w powiecie bóbreckim województwa lwowskiego. W 1931 r. wieś liczyła 1019 mieszkańców.  8 marca i w sierpniu 1944 r. nacjonaliści ukraińscy z OUN-UPA zamordowali 15 Polaków.

## Położenie
Na podstawie Słownika geograficznego Królestwa Polskiego i innych krajów słowiańskich: Kniesioło to wieś w powiecie bóbreckim, 16 km na południowy wschód od Bóbrki, 14 km na północny wschód od sądu powiatowego w Chodorowie.